# Hospital Militar Central de Bogotá
El Hospital Militar Central de Bogotá (también conocido como Hospital Militar) es un hospital ubicado en la ciudad de Bogotá, Colombia, adscrito al Ministerio de Defensa Nacional, prestador de servicios médicos. Principalmente presta sus servicios a los integrantes de las fuerzas militares del país y a sus familias. Está vinculada con la Universidad Militar Nueva Granada, donde dicha Universidad tiene la facultad de Medicina y estudian todos los estudiantes de pregrado y postgrado de la Universidad.